# Микки: И снова под Рождество
«Микки: И снова под Рождество» (англ. Mickey's Twice Upon a Christmas) — американский анимационный антологический фильм 2004 года, созданный DisneyToon Studios (с анимацией производства Blur Studio и Sparx Animation France). Продолжение мультфильма «Микки: Однажды под Рождество» (1999).

## Сюжет
Мультфильм состоит из пяти рождественских историй «Красавица на льду», «Рождество невыполнимо», «Максимальное Рождество», «Подарок Дональда» и «Загубленное рождество Микки», которые повествуют о том, как встречают Рождество Минни Маус, Дейзи Дак, утята Хьюи, Дьюи и Луи, Гуфи, Дональд Дак, Плуто и Микки Маус.

### Красавица на льду
В первом сегменте Минни Маус и Дейзи Дак участвуют в соревнованиях по фигурному катанию. К Минни и Дейзи присоединяются Микки и Дональд, когда они готовятся выйти на лёд. Дейзи завидует реакции толпы на Минни и пытается привлечь к себе всеобщее внимание. Минни выполняет несколько смелых трюков, чтобы снова оказаться в центре внимания, в то время как Дейзи зовёт бегемотов, которые становятся ее дублерами, а её коллега зовёт аллигаторов из мультфильма 1940 года «Фантазия». Устав от горя, Минни и Дейзи спорят и толкают друг друга, подвергая друг друга риску, а затем пытаются проделывать драматические трюки, чтобы привлечь внимание толпы, а Микки и Дональд с беспокойством наблюдают за происходящим. После того, как Минни случайно поскользнулась на упавшем колокольчике во время выполнения трюка с завязанными глазами, Дейзи помогает Минни подняться, сожалея о своих эгоистичных действиях. Минни чувствует то же самое, и они устраивают грандиозный финал; на этот раз работают вместе, как одна команда.

### Рождество невыполнимо
Во втором сегменте рассказывается история утят Хьюи, Дьюи и Луи, празднующих сочельник с Дональдом и Дейзи Дак в особняке дяди Скруджа в Дакбурге. Создав проблемы во время ужина, Скрудж предупреждает их не совершать тех же ошибок, которые он совершал в молодости. Утята точно знают, что они в списке непослушных, поэтому отправляются на Северный полюс, чтобы записать свои имена в список хороших Санты. В мастерской Санты утята доставляют больше проблем, устраивая беспорядок, пытаясь найти ключ от комнаты, в которой находится хороший список Санты, но они и эльфы помогают навести порядок, чтобы спасти Рождество. Прежде чем уйти, им повезло добавить свои имена в хороший список; однако вместо этого они добавляют имя Скруджа, помня тот факт, что он также никогда не был записан в список. Выполнив свою миссию, они отправляются домой. На Рождество они находят единственный подарок для Скруджа, но Санта также оставляет им записку, в которой объясняется, что из-за их действий они также были включены в список хороших, и за елкой есть еще подарки.

### Максимальное Рождество
Третий сегмент посвящён Максу Гуфу и его отцу Гуфи, празднующим Рождество. Молодой взрослый Макс приводит домой свою девушку Мону, чтобы познакомиться со своим отцом Гуфи. Однако Макс не уверен, хочет ли он, чтобы Мона встретилась с его отцом (большая часть истории происходит в песне «Make Me Look Good»). Макса сначала смущает его отец, который называет свою машину лимузином, украшает дом множеством рождественских гирлянд, показывает Моне детские фотографии и вытирает какао с лица Макса. Блуждая по улице, он замечает, что его шарф сделал Гуфи, и понимает, что Гуфи всегда тупой, и именно поэтому он любит его. Затем Макс забывает о смущении и решает присоединиться к веселью, когда машина для приготовления попкорна выходит из строя. Макс пытается остановить машину, но его одежда наполняется попкорном, пока он не отпускает. Он смущается после того, как его одежда надувается перед Моной, и летает через комнату, но, тем не менее, ему это нравится. Затем Гуфи пытается остановить это, но машина подбрасывает его в воздух. Макс, Гуфи и Мона выталкиваются попкорном через дымоход на крышу. После этого выясняется, что у Моны такие же зубы, как у Гуфи и Макса; они все смеются и лепят снежных ангелов на крыше.

### Подарок Дональда
Четвертый сегмент посвящен Дональду Даку и его рождественскому желанию тишины и покоя. Также появляются Дейзи Дак и Хьюи, Дьюи и Луи. Когда Дональд возвращается домой из продуктового магазина, он мечтает и в итоге опаздывает на автобус. Он бежит за ним, но его тормозит группа доброжелателей, которые начинают петь «We Wish You a Merry Christmas». Дональда всё больше раздражают радостные люди, а дома его раздражает слышать одни и те же рождественские гимны по радио. Когда приезжают Дейзи и его племянники, Дональда раздражает то, что он должен уйти так скоро после его возвращения домой, и не хочет идти с ними, но Дейзи всё равно вытаскивает его. В торговом центре Дональд берёт чашку горячего шоколада и 
обнаруживает различные предметы, которые, кажется, играют одну и ту же рождественскую песню, что ещё больше раздражает его — Дональд думает, что находится в полном покое в секретной комнате, где обнаруживает поющих аниматроников. Дональд немедленно разрушает их, пока не замечает, что разрушает шоу у Мыши, которое пытались увидеть Дейзи, Хьюи, Дьюи и Луи, а также толпа — Дьюи обманом заставляет Дональда разбить сердце, говоря, что Дональд больше не их дядя, чтобы избежать проблем с общественностью. Дейзи соглашается на это и уходит с мальчиками. После того, как охранник торгового центра выгнал его из торгового центра из-за отсутствия у него рождественского духа и разрушения шоу Мыши, Дональд идёт домой один, чувствуя себя виноватым за испорченный рождественский дух. Он обнаруживает, что у рождественских гимнов возникают проблемы с пением «We Wish You a Merry Christmas», и призывает наставлять исполнителей в пении. Когда прибывают Дейзи, Хьюи, Дьюи и Луи, Дональд извиняется перед всеми за свой эгоизм, а затем присоединяется к горожанам, собравшимся вокруг рождественской ёлки, и счастливо поёт песню.

### Загубленное рождество Микки
В пятом и последнем сегменте Микки делает украшения для рождественской вечеринки, но ему мешает его пёс Плуто. Когда Плуто пытается помочь, повесив звезду на ёлку, он случайно уничтожает все украшения, особенно сбивает рождественскую ёлку, тогда разгневанный Микки ругает Плуто и в качестве наказания отправляет его в собачью будку. Чувствуя, что его хозяин отвергает его, Плуто решает сбежать из дома, а затем оказывается в поезде на Северный полюс, где олени Санты усыновляют его и переименовывают в «Мюррей». Вернувшись домой, Микки ремонтирует дом и, стыдясь того, как он вышел из себя из-за Плуто, пытается примириться с ним, но обнаруживает, что тот пропал без вести, а ошейник лежит на полу его собачьей будки. Микки расклеивает объявления о пропаже своего пса и в конце концов обращается к Санте из универмага, который оказывается настоящим. Тем временем Плуто тоскует по дому и начинает скучать по своему хозяину, которому Санта и северный олень помогают Плуто вернуться домой. Когда друзья Микки приезжают на снегоочистителе, который они использовали, чтобы найти Плуто, он завершает украшение рождественской ёлки, и все празднуют возвращение Плуто, даже Дональд и Дейзи Дак, которые только что появились с Хьюи, Дьюи и Луи, дядей Скруджем, Максом, Гуфи и Минни Маус (которая тоже очарована украшениями).
Как и в мультфильме «Микки: Однажды под Рождество», фильм завершается смесью различных гимнов с участием главных героев из пяти сегментов в конце книги.

## Актёры озвучивания
- Уэйн Олвайн в роли Микки Мауса
- Тони Ансельмо в роли Дональда Дака
- Билл Фармер в роли Гуфи и Плуто
- Русси Тейлор в роли Минни Маус, Хьюи, Дьюи и Луи
- Тресс МакНейл в роли Дейзи Дак
- Алан Янг в роли Скруджа МакДака
- Джейсон Марсден в роли Макса Гуфа
- Келли Мартин в роли Моны
- Чак МакКанн в роли Деда Мороза
- Джефф Беннетт в роли Доннера
- Джим Каммингс в роли Блитцена
- Клайв Ривилл в роли Рассказчика
- Эди МакКлург в роли диктора мастерской Санты
- Роб Полсен в роли эльфов

## Выпуск
Впервые фильм был выпущен на VHS и DVD 9 ноября 2004 года. В связи с 10-летним юбилеем мультфильм был выпущен в виде «2-Movie Collection Blu-ray» и DVD с предшественником «Микки: „Однажды под Рождество“» 4 ноября 2014 года.

## Критика
Джо Лейдон из Variety писал, что фильм понравится в основном родителям, которые хотят отвлечь своих детей, так как дети «не осознают новизну компьютерных персонажей Диснея». Роберт Парди из TV Guide оценил фильм на 3/5 звезды и написал: «Вкус леденца и праздничный саундтрек поддерживают этот омнибус, который позволяет фавориту Диснея получить шанс представить кое-что новое».